# Chisato Fukushima
Chisato Fukushima (jap. 福島千里 Fukushima Chisato; ur. 27 czerwca 1988 w Makubetsu na Hokkaido) – japońska lekkoatletka, sprinterka.

## Osiągnięcia
- dwa złote medale mistrzostw Azji (Guangdong 2009, bieg na 100 metrów i sztafeta 4 × 100 metrów)
- 6. miejsce w biegu na 100 metrów oraz 4. lokata w sztafecie 4 × 100 metrów w zawodach pucharu interkontynentalnego w Splicie (2010)
- dwa złote medale igrzysk azjatyckich (bieg na 100 metrów i bieg na 200 metrów, Kanton 2010), Fukushima biegła także w japońskiej sztafecie 4 × 100 metrów, która zdobyła brązowy medal na tych zawodach
- dwa złote medale mistrzostw Azji (Kobe 2011, bieg na 200 m i sztafeta 4 × 100 m)
- dwa srebrne medale mistrzostw Azji (Pune 2013, bieg na 100 m i sztafeta 4 × 100 m)
- srebrny i dwa brązowe medale igrzysk azjatyckich (Inczon 2014, bieg na 100 m, bieg na 200 m i sztafeta 4 x 100 m)
- złoty i srebrny medal mistrzostw Azji (Wuhan 2015, bieg na 100 m i sztafeta 4 × 100 m)[1]
- wielokrotna mistrzyni i rekordzistka kraju

W 2008 Fukushima reprezentowała Japonię na igrzyskach olimpijskich w Pekinie, gdzie odpadła w eliminacyjnych biegach na 100 metrów. Na igrzyskach olimpijskich w Londynie wystąpiła, startując w konkurencjach biegu na 100 i 200 metrów oraz biegu sztafet 4 × 100 metrów, w żadnym ze startów nie zakwalifikowała się do finału. Podczas igrzysk olimpijskich w Rio de Janeiro wystąpiła w konkursie biegu na 200 metrów, który zakończyła w fazie eliminacji.

## Rekordy życiowe
- bieg na 100 metrów – 11,21 (2010) rekord Japonii[2]
- bieg na 200 metrów – 22,88 (2016) rekord Japonii[3][4]
- bieg na 60 metrów (hala) – 7,29 (2012) rekord Japonii

W 2011 roku Fukushima razem z koleżankami z reprezentacji ustanowiła czasem 43,39 nieaktualny dziś rekord kraju w sztafecie 4 × 100 metrów.